# Folke Bärjed
Martin Folke Bärjed, född 16 juni 1893 i Dottevik, Arvika landsförsamling, Värmlands län, död 10 oktober 1961 i Södra Fjöle, Stavnäs församling, Värmlands län, var en svensk konstnär.
Folke Bärjed studerade konst för Hilding Werner 1916, men var i övrigt autodidakt. Han har haft en separatutställning i Arvika 1948 samt deltagit i samlingsutställningar med Värmlands konstförening i Karlstad 1925, 1936 och 1946, i Arvika 1933.
1945 utförde han en väggmålning i Malsjö missionshus, Grums. Hans konst bestod av landskap, blomsterstycken och porträtt.
Han var gift med Anna Fagerström från Gansbyn, Värmskog